# Thótt Albert
Thótt Albert (Vágpatta, 1746. május 16. – Szentgyörgy, 1834. február 4.) piarista áldozópap és tanár.

## Élete
A gimnáziumi osztályokat Nyitrán végezte, majd 1768. október 13-án Privigyén a rendbe lépett. Mint próbaéves tanár működött Nyitrán 1769-től 1772-ig; azután a bölcselet és teológia hallgatója volt ugyanott. Tanított Trencsénben 1776-ban, Korponán 1780-ban, Szentgyörgyön 1782-ben, Kőszegen 1789-ben. Ekkor a szentgyörgyi Horváth-családnál nevelősködött 1791-ig; azután ismét több gimnáziumban tanította a humaniorákat: Veszprémben, Kanizsán, Szegeden 1796-tól 1799-ig, Selmecbányán 1801-ben, Debrecenben 1803-ban, Sátoraljaújhelyen 1805-ben, Szegeden 1807-ben. Ekkor igazgató lett Debrecenben, Veszprémben 1811-től; Kecskeméten 1811-től 1814-ig; mint a novíciusok másodmestere működött és mint vicedirektor megfordult Szentgyörgyön 1818-ban, Korponán 1820-ban. Nyugalmi éveit, mint a rend legöregebbje Nyitrán (1820-22) és Szentgyörgyön töltötte.

## Művei
- Carmen, quo gratulatur poeta III. ac Rev. Dno Ladislas Kőszeghi 1799
- Ode ad diem restaurati amplissimi magistratus l. r. montanae civiitatis Schemniciensis. Anno 1800. Schemnicii
- Carmen Nicolai Kondé de Póka-Telek 1800
- Carmen dno Georgio Keller praeposito de Landek... diem onomasticum agenti VII. Cal. Maji 1801. Schemnicii
- Ode ad diem inaugurationis III. ac Rev. Dni Gabrielis Zerdahely de Nitra Zerdahel in episcopum Neosoliensem anno 1801. Uo.
- Honoribus III. Dni. Sigismundi Horváth de Szent-György dum Békesiensi provinciae ab augusto principe praeficitur sacrat anno 1802. Pesthini (költ.)
- Carmen ad diem onomasticum dno Paulo Rozsos dioecesis Weszprimiensis praesuli, die 15. Januari; Anno 1809 devote oblatu. Weszprimii
- Ode novis honoribus dicata Rev. Dno Caroli Nedeczky sabbam cathedr. eccl. Weszprimiensis canonico dum praepositus major renunciatus esset. 1811
- Honoribus...Martini Bolla schol. piar. praesuli provincialis dicatum 1817. in Sancto Georgio. Posonii
- Carmen III. Dno Jos. Horváth de Szent-György, diem nominis sui celebranti oblatum die 19-na martii anno 1817. Pesthini
- Honoribus A. R. P. Martini Bolla S. P. Praep. Provincialis dicatum 1817. in Sancto Georgio
- Carmen III. ac Rev. Dno Antonio Makay de Eadem et Gelej, episcopatum Neosoliensem solenniter auspicanti a Collegio Carponensi scholarum piarum in testimonium grati animi oblatum a. 1891. Schemnicii